# IMEngines for SCIM
IMEngines for SCIMとは日本語入力エンジンのSmart Common Input Method (SCIM) モジュールを作成するプロジェクトである。日本語変換エンジンのAnthy、PRIME、Wnn、SKK、Canna用モジュール、手書き文字認識エンジンTomoe用のモジュール、シンハラ語のSinhala用のモジュール、及びほのかたんが作られている。

## SCIM-Anthy

### 対応入力方式
- ローマ字入力
  - 標準
  - ATOK互換
  - AZIK
  - Canna互換
  - Microsoft IME互換
  - VJE-Delta互換
  - Wnn互換
- かな入力
  - 標準
  - 101キーボード用かな配列
  - 101キーボード用月配列
  - 106キーボード用月配列
- 親指シフト入力
  - 標準
  - NICOLA A型
  - NICOLA F型
  - NICOLA J型
  - OASYS 100J互換
  - TRON-QWERTY-JP
  - TRON

## ほのかたん
様々な日本語変換エンジンを同時に使うことができるSCIMモジュール。実験的意味合いが強い。